# خاصیت غیرکشسانی مواد
خاصیت غیرکشسانی مواد یا آنیلاستیسیته (به انگلیسی: Anelasticity) خاصیتی است که باعث می‌شود مواد هنگام قرار گرفتن در معرض تنش، تغییر شکل وابسته به زمان و برگشت‌پذیر از خود نشان بدهند. برخلاف خاصیت الاستیسیته که درآن مواد بلافاصله پس از حذف تنش به حالت اولیه خود بازمی‌گردند، در مواد آنیلاستیک یک تأخیر در بازگشت به حالت اولیه وجود دارد. این به آن معناست که وقتی نیرو برداشته می‌شود، ماده به تدریج و با گذشت زمان به حالت اصلی خود برمی‌گردد و این فرایند فوری نیست. این رفتار ناشی از مکانیزم‌های پیچیده داخلی، مانند بازآرایی مولکولی، تعاملات ترمودینامیکی و نقص‌های ساختار بلوری ماده است. نتیجه این رفتار، اتلاف انرژی به شکل حرارت است که به عنوان ویژگی آنیلاستیسیته شناخته می‌شود.‌ 

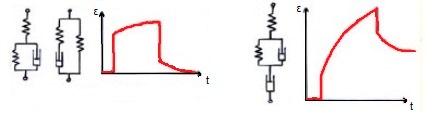
نمودار خاصیت ویسکوالاستیک و آنیلاستیک در مواد

این ویژگی آنیلاستیسیته را از دیگر رفتارهای مکانیکی مانند پلاستیسیته و الاستیسیته خالص متمایز می‌کند. در حالی که الاستیسیته به تغییر شکل برگشت‌پذیر و فوری اشاره دارد و پلاستیسیته به تغییر شکل غیرقابل برگشت مربوط می‌شود، مواد آنیلاستیک به نوعی بین این دو رفتار قرار دارند. واکنش کرنش در این مواد برگشت‌پذیر است، اما با تأخیر و تحت تأثیر عواملی مانند دما، ترکیب مواد، و ویژگی‌های ساختاری قرار دارد. این ویژگی خاص در صنایع مختلف، به ویژه در کاربردهایی که نیاز به جذب انرژی، کاهش ارتعاش یا تغییرشکل کنترل شده دارند، اهمیت بالایی دارد.

## پتانسیل‌های ترمودینامیکی و مناطق غیربلوری

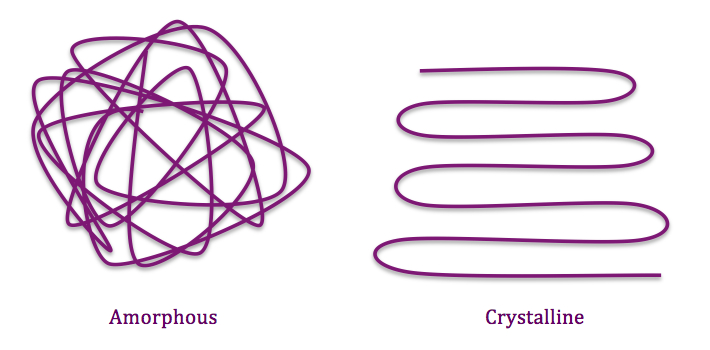
جامدهای کریستالی و آمورف

پتانسیل‌های ترمودینامیکی و مناطق غیربلوری یکی از مهم‌ترین دلایل رفتار آنیلاستیک مواد، تعامل آنها با پتانسیل‌های ترمودینامیکی به ویژه در مناطق غیربلوری یا آمورف ساختار ماده است. پتانسیل‌های ترمودینامیکی مانند انرژی آزاد، آنتالپی و آنتروپی، نمایانگر حالت‌های انرژی، درون ماده هستند و تعیین می‌کنند که ماده چگونه به نیروهای خارجی پاسخ می‌دهد. در مواد آنیلاستیک، اعمال تنش یا تغییرات دما باعث تغییر حالت‌های انرژی داخلی در طول زمان می‌شود که این تغییرات در نهایت منجر به تغییر شکل تأخیری در ماده می‌شوند. برخلاف مواد بلوری، که در آنها اتم‌ها به صورت منظم چیده شده‌اند، در مناطق غیربلوری، این نظم وجود ندارد و این مناطق انعطاف‌پذیری بیشتری دارند که به آنها اجازه می‌دهند تا تحت تأثیر تنش‌های خارجی به آرامی تغیییر شکل دهند.

## آنیلاستیسیته در پلیمرها
در پلیمرها، به عنوان مثال، آنیلاستیسیته ناشی از بازآرایی زنجیره‌های مولکولی است. وقتی نیرویی اعمال می‌شود، زنجیره‌ها به تدریج در جهت نیرو همراستا می‌شوند، اما پس از برداشتن نیرو، این زنجیره‌ها به آرامی به حالت اولیه خود بازمی‌گردند. این بازآرایی مولکولی شامل تغییراتی در پتانسیل‌های ترمودینامیکی است که انرژی جذب و آزاد می‌شود و در نهایت به ویژگی‌های میرا شدن ماده کمک می‌کند.

## آنیلاستیسیته در فلزات
در فلزات، نیز مناطقی با نقص‌های ساختاری یا کریستالی که دارای پیکربندی غیرمنظم هستند؛ به نحوی مشابه عمل می‌کنند. در این مناطق، اتم‌ها به صورت فوری جابه‌جا نمی‌شوند، بلکه تغییرات آنها به مرور زمان رخ می‌دهد که باعث اتلاف انرژی به شکل حرارت و ایحاد ویزگی‌های آنیلاستیک می‌شود. این اتلاف انرژی و تعامل با پتانسیل‌های ترمودینامیکی یکی از عوامل اصلی در پدیده‌هایی مانند «پسای الاستیک» است. جایی که ماده پس از حذف تنش به تدریج به حالت اولیه خود برمی‌گردد.
این اتلاف انرژی ناشی از این تنظیمات ترمودینامیکی از نظر ترمودینامیکی غیرقابل برگشت است. به این معنا که اگرچه تغییرشکل در نهایت به حالت اولیه برمی‌گردد، اما انرژی از دست رفته به صورت حرارت به‌طور کامل قابل بازیابی نیست. این ویژگی از لحاظ علمی و فنی بسیار مهم است زیرا به درک رفتار بلندمدت مواد تحت بارهای نوسانی کمک می‌کند و برای طراحی موادی با طول عمربالا و مقاومت در برابر تنش‌های مکرر و تغییرات محیطی حائز اهمیت است.

## کاربردها
آنیلاستیسیته به دلیل توانایی خاص خود در کاهش و جذب انرژی در بسیاری از صنایع و زمینه‌های علمی مورد توجه است. در مهندسی سازه، قطعاتی که نیاز به مقاومت در برابر ارتعاشات و بارهای چرخه‌ای دارند - مانند قطعات خودرو، پل‌ها و ماشین‌آلات صنعتی - اغلب از موادی با ظرفیت میرا شدن بالا ساخته می‌شوند. موادی با ویژگی‌های آنیلاستیک می‌توانند انرژی را جذب و به صورت حرارت پراکنده کنند و با این کار، از سایش بیش از حد قطعات و کاهش طول عمر آنها جلوگیری کنند. به عنوان مثال، آلیاژهای فلزی مانند آلومینیوم و منیزیم که هم سبک هستند و هم توانایی جذب تنش‌های متناوب را دارند، در صنایع خودروسازی و هوافضا به دلیل خواص آنیلاستیک خود پرکاربرد هستند.
در صنایع خودروسازی و هوافضا، استفاده از موادی با ویزگی آنیلاستیک به کاهش ارتعاش و افزایش طول عمر قطعات کمک می‌کند. این مواد می‌توانند در برابر تنش‌های نوسانی مقاومت کنند و به دلیل خواص میرا شدن بالا خود، در برابر آسیب‌های ناشی از تنش‌های مکرر مقاوم می‌باشند. این ویژگی در صنایع دیگری نیز، مانند تولید وسایل ورزشی و تجهیزات پزشکی، که نیاز به دوام و انعطاف‌پذیری دارند، استفاده می‌شود.

### کاربرد در حوزه لرزه‌شناسی
در حوزه لرزه‌شناسی، آنیلاستیسیته نقش مهمی در تفسیر داده‌های امواج لرزه‌ای دارد. به‌عنوان مثال، گوشته زمین دارای رفتاری آنیلاستیک است که بر سرعت و تضعیف امواج لرزه‌ای اثر می‌گذارد. ژئوفیریک‌دانان با مطالعه این اثرات می‌توانند تغییرات دمایی و ترکیب مواد درون زمین را تحلیل کنند که به درک فرایندهای زمین‌شناسی مانند همرفت در گوشته و فعالیت‌های تکنونیکی کمک می‌کند. این ویژگی‌ها به آنها اجازه می‌دهد تا ساختارهای زیرسطحی زمین را نقشه‌برداری کنند و دمای نسبی و ترکیب مواد را در عمق‌های مختلف تخمین بزنند.
علاوه بر آن، پژوهش‌های تجربی درمورد آنیلاستیسیته در موادی مانند سوسپانسیونهای مس- برلیوم در فرکانس‌های پایین نشان می‌دهد که این خاصیت می‌تواند توضیح‌دهنده پدیده‌های میرایی در مواد باشد. این رفتار که ناشی از اجزای خیالی مدول یانگ است و مستقل از فرکانس می‌باشد، به مهندسان کمک می‌کند که موادی با ویژگی‌های میرایی بالا طراحی کنند که بتوانند در شرایط محیطی خاص و فشارهای مکرر مقاومت کنند.

## نتیجه‌گیری
به‌طور کلی، آنیلاستیسیته به عنوان چهارچوبی برای مطالعه رفتار مواد در برابر تنش‌های وابسته به زمان به‌شمار می‌رود و به مهندسان و دانشمندان کمک می‌کند تا مواد و ساختارهایی با دوام و انعطاف‌پذیری بالا طراحی کنند که می‌توانند در برابر شرایط محیطی و بارهای نوسانی مقاومت کنند. این ویزگی در تولید قطعات مهندسی، ساخت ابزارهای مقاوم در برابر لرزش و حتی در طراحی سازه‌های مقاوم در برابر زلزله بسیار کاربردی است.
آنیلاستیسیته خاصیتی پیچیده و چندوجهی است که در حوزه‌های مختلفی از علم و فناوری کاربرد دارد. درک عمیق‌تر مکانیزم‌های آنیلاستیسیته به مهندسان و دانشمندان این امکان را می‌دهد که موادی را برای کاربردهای خاص، مانند کنترل ارتعاشات در قطعات خودرو و جذب انرژی در سازه‌های مقاوم در برابر زلزله، بهینه‌سازی کنند. در لرزه‌شناسی، مطالعه آنیلاستیسیته به دانشمندان کمک می‌کند تا تغییرات دما و ساختارهای داخلی زمین را بهتر درک کنند و به‌طور دقیق‌تری آنها را شبیه‌سازی و تحلیل کنند.
علاوه بر این، آنیلاستیسیته در مواد مختلف از جمله فلزات، پلیمرها و ترکیبات پیچیده، با توجه به نیازهای مختلف صنعتی، می‌تواند در طراحی موادی با عملکرد بالا نقش کلیدی ایفا کند. این درک جامع از آنیلاستیسیته در علم مواد و تحقیقات ژئوفیزیکی برای پیشرفت‌های آینده ضروری است، زیرا با استفاده از این دانش می‌توان موادی با خواص منحصر به فرد تولید کرد که برای کاربردهای خاص و شرایط محیطی خاص طراحی شده‌اند.